# 마고 (2002년 영화)
《마고》(Mago)는 대한민국에서 2000년에 제작되어 2002년에 개봉한 강현일 감독의 드라마 영화이다. 김도연 등의 배우들이 주연으로 출연하였고 강병수 등이 제작에 참여하였다.

## 출연

### 주연
- 김도연
- 김수연
- 이은미
- 윤미지
- 권유진
- 최영희
- 단야
- 김지혜(김지우)
- 송남영
- 정요
- 이이림
- 가애

### 조연
- 신광철
- 윤태웅
- 항규현
- 강민구

## 기타
- 원조: 한경진
- 프로듀서: 여한구
- 제작이사: 이철희
- 제작부장: 김승환
- 제작부: 조현석
- 제작부: 이도협
- 제작부: 김지희
- 촬영부: 최영민
- 촬영부: 이종열
- 촬영부: 주홍종
- 촬영부: 백주옥
- 촬영부: 임지영
- 촬영부: 장재기
- 촬영부: 황지훈
- 촬영부: 이진환
- 촬영부: 김용철
- 조명: 조길수
- 조명: 고해석
- 조명부: 양진석
- 조명부: 정연춘
- 조명부: 조동규
- 조명부: 주진관
- 조명부: 김종환
- 조명부: 고대윤
- 조명부: 이익산
- 조명부: 정지원
- 조명부: 유병오
- 연출부: 이윤철
- 연출부: 한민석
- 연출부: 이정호
- 스크립터: 김미현
- 조감독: 정창욱
- 동시녹음: 홍남표
- 음향: 오원철
- 음향: 최태영
- 세트: 김종문
- 소품: 김한상
- 소품: 박종호
- 소품: 문영춘
- 특수장비: 신방균
- 특수장비: 이재경
- 특수장비: 백종수
- 특수효과: 김태용
- 특수효과: 장용준
- 특수효과팀: 윤여진
- 특수효과팀: 홍기구
- 특수효과팀: 이호민
- 특수효과팀: 곽승진
- 특수효과팀: 정대호
- 특수효과팀: 정간익
- 특수효과팀: 정상성
- 특수효과팀: 민창기
- 분장: 박현욱
- 분장: 최연심
- 분장팀: 이혜영
- 분장팀: 이은미
- 분장팀: 박연옥
- 의상: 김진
- 네가편집: 노유정
- 디지베타: 정형욱
- 디지베타: 전인왕
- 마케팅부문: 안승호
- 마케팅부문: 윤규영
- 마케팅부문: 김연송
- 발전차: 김형균
- 삽화: 임소희
- 스테디캠: 김민수
- 시각효과부문: 디바인
- 시각효과부문: 김량진
- 시각효과부문: 박웅
- 시각효과부문: 신재준
- 시각효과부문: 박주선
- 영상자료: 이현준
- 운송: 통일관광
- 운송: 이경형
- 음악부문: 박미림
- 음악부문: 신효범
- 음악부문: 장경기
- 음악부문: 조은희
- 음악부문: 황병기
- 음악부문: 한창희
- 음악부문: 이필호
- 음악부문: 홍진호
- 음악부문: 김수진
- 음악부문: 정상훈
- 음악부문: 이태윤
- 음악부문: 이문희
- 음악부문: 이희승
- 음악부문: 정진
- 음향부문: 오원철
- 음향부문: 최태영
- 음향부문: 이인규
- 음향부문: 김영록
- 음향부문: 박용기
- 음향부문: 이승엽
- 음향부문: 이승엽
- 음향부문: 강혜영
- 음향부문: 이호봉
- 음향부문: 박준오
- 음향부문: 김재경
- 음향부문: 박기영
- 의상팀: 채경화
- 의상팀: 황미라
- 입체카메라: 한정건
- 입체카메라: 변근섭
- 입체카메라: 김학배
- 입체카메라: 박철우
- 자막: 주광동
- 항공촬영: 김영민
- 메이킹: 정용주
- 사진: 김가중
- 연기연출: 이영란
- 연기연출: 이광첨